# Kintsugi - Amica Mia
Kintsugi - Amica Mia è un album della cantante Aida Cooper, pubblicato il 20 settembre 2019 dalla Bandabebè Srl/Nar International distribuito in CD, LP e download digitale.
Il disco è un tributo a Mia Martini e contiene anche un inedito dal titolo Un figlio mio e un duetto con Loredana Bertè nel brano Guarirò guarirò.

## Tracce
1. Quante volte (Mia Martini, Shel Shapiro)
2. Spaccami il cuore (Paolo Conte)
3. Almeno tu nell'universo (Bruno Lauzi, Maurizio Fabrizio)
4. Per amarti (Bruno Lauzi, Maurizio Fabrizio)
5. Guarirò guarirò (Mimmo Cavallo) (feat. Loredana Bertè)
6. E non finisce mica il cielo (Ivano Fossati)
7. Danza (Ivano Fossati)
8. Sono tornata (Mia Martini, Dick Halligan)
9. Donna (Enzo Gragnaniello)
10. Un figlio mio (Maurizio Piccoli, Ivano Zanotti, Andrea Vanzo) (inedito)

## Classifiche
| Classifica (2019) | Posizione massima |
| ----------------- | ----------------- |
| Italia            | 47                |